# Lygodactylus hapei
Lygodactylus hapei — вид геконоподібних ящірок родини геконових (Gekkonidae). Ендемік Мадагаскару. Описаний у 2022 році. 

## Поширення і екологія
Lygodactylus hapei відомі з типової місцевості, розташованої в комуні Джангоа в регіоні Діана на північному заході острова Мадагаскар. Вони живуть у вологих тропічних лісах Самбірано.